# خيسوس غالفان
خيسوس غالفان (بالإسبانية: Jesús Galván Carrillo)‏ هو لاعب كرة قدم ومدرب كرة قدم إسباني، ولد في 4 أكتوبر 1974 في إشبيلية في إسبانيا. لعب مع إشبيلية أتلتيكو وديبورتيفو ألافيس وريكرياتيفو ونادي إشبيلية ونادي فياريال ونادي قرطبة ونادي لاردة.

## وصلات خارجية
- خيسوس غالفان على موقع قاعدة بيانات كرة القدم.إي يو (الإنجليزية)